# Heinrich Schenker

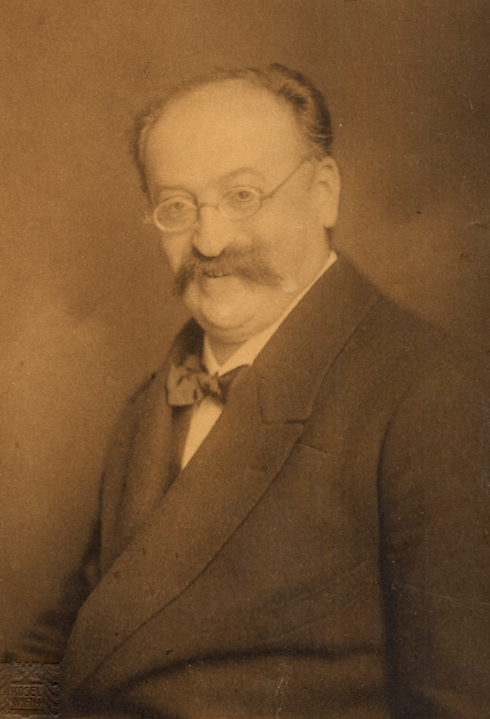
Aufnahme von Hermann Clemens Kosel (1912)

Heinrich Schenker (geboren 19. Juni 1868 in Wiśniowczyk, Österreich-Ungarn (heute Wyschniwtschyk, Ukraine); gestorben 14. Januar 1935 in Wien; Pseudonym: Arthur Niloff) war ein österreichischer Musiktheoretiker und Komponist galizischer Herkunft.

## Leben

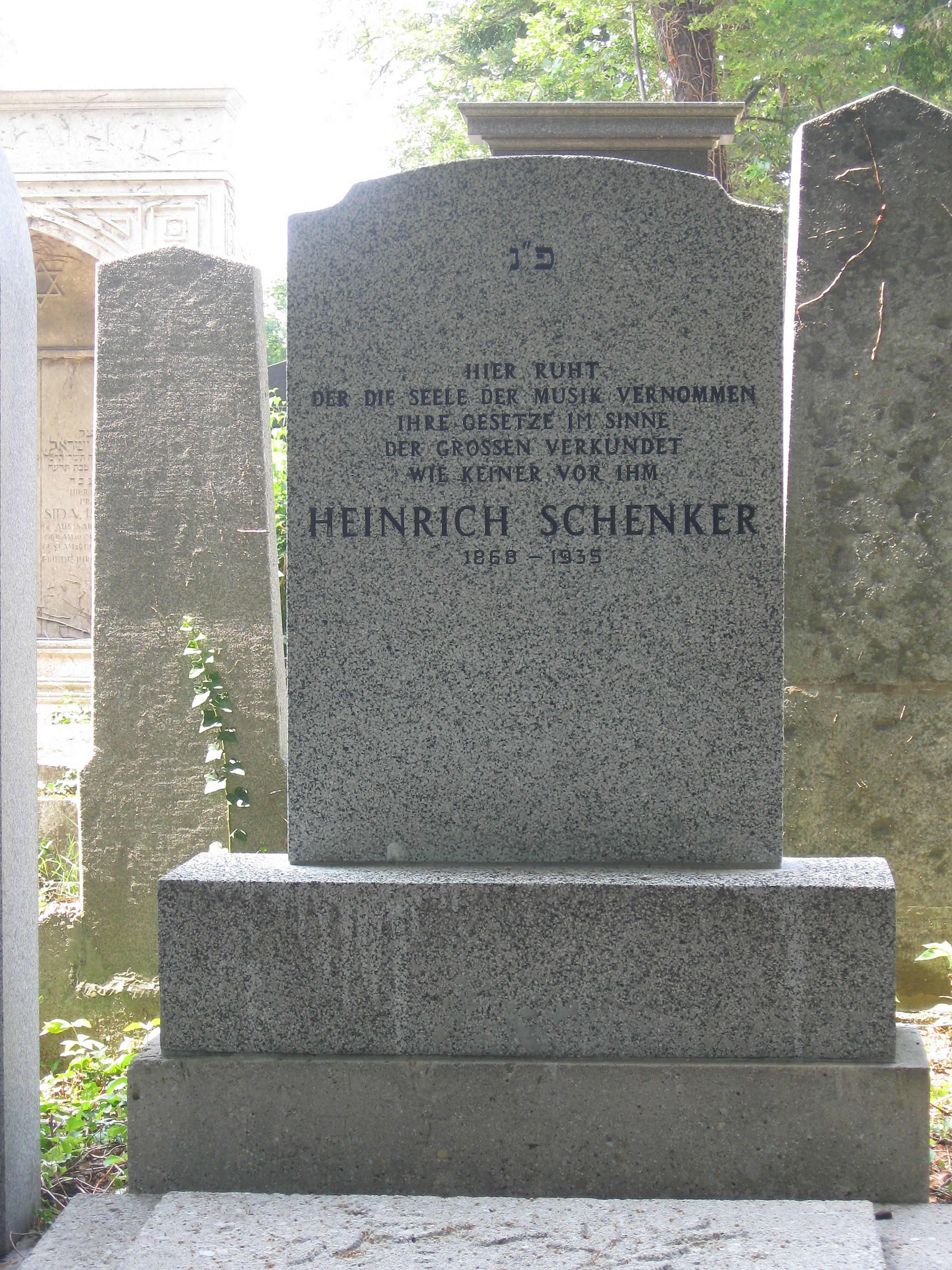
Grab auf dem Wiener Zentralfriedhof, 4. Tor

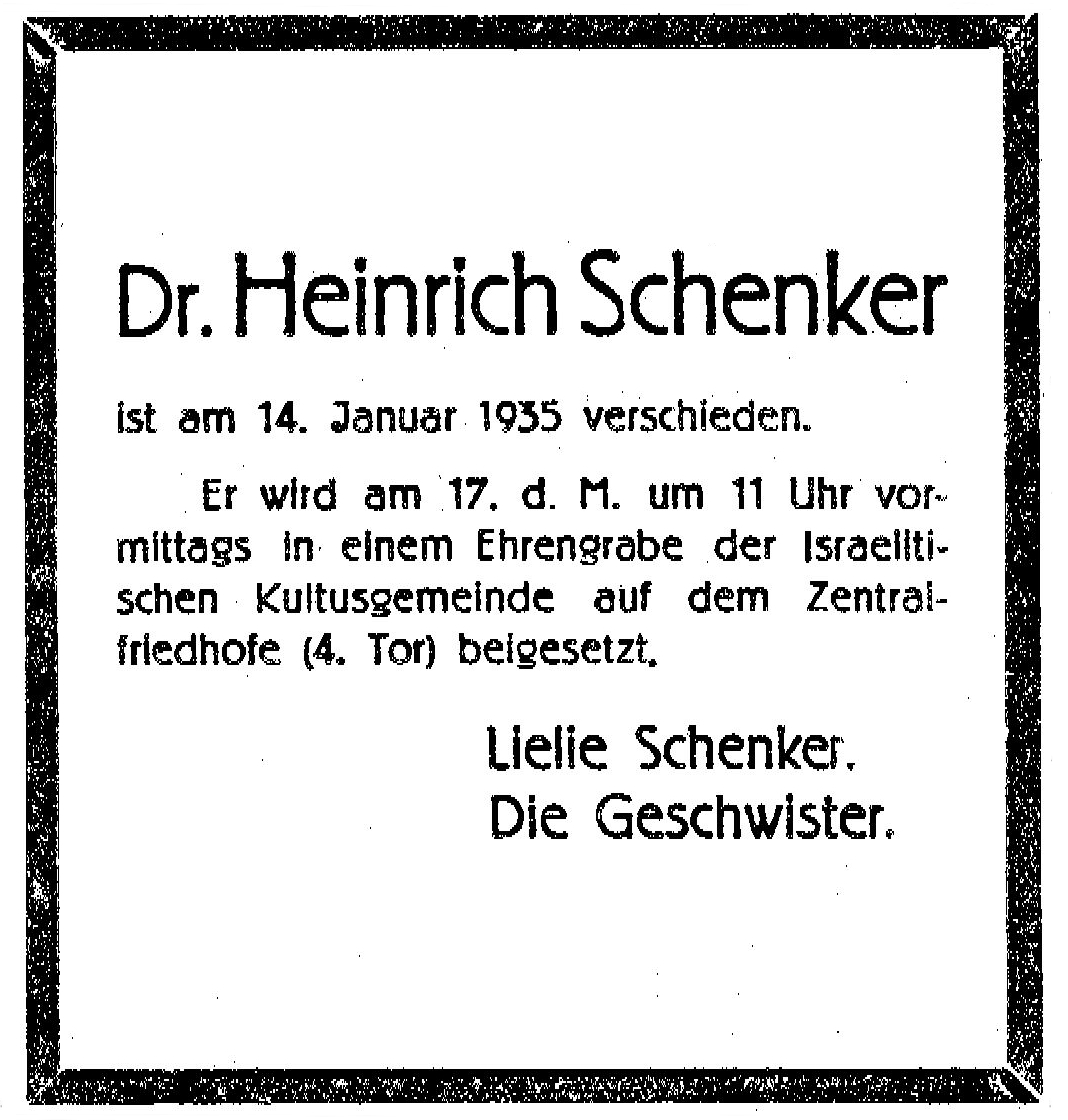
Todesanzeige in der NFP

Heinrich Schenker wuchs in einer observanten jüdischen Familie auf. Er besuchte in Lemberg und Bereschany das Gymnasium.
1884 übersiedelte Schenker nach Wien. Er studierte Rechtswissenschaften und parallel dazu bis zum Abschluss des Jurastudiums 1889 am Konservatorium Klavier und Komposition sowie bei Anton Bruckner Musiktheorie. In den 1890er Jahren begleitete er Sänger und Kammermusiker, schrieb Musikkritiken in Maximilian Hardens Berliner Wochenschrift Die Zukunft und in Hermann Bahrs Die Zeit und begann zu komponieren. Er gab kritische Ausgaben von Werken Johann Sebastian Bachs, Carl Philipp Emanuel Bachs, Händels und Ludwig van Beethovens heraus. Schließlich gab er das Komponieren auf und widmete sich fortan Fragen der Musiktheorie. Seinen Unterhalt verdiente er weiterhin als Privatlehrer für Klavierspiel.
Zu den bekannten Anhängern Schenkers zählen Walter Dahms, Wilhelm Furtwängler und Paul Hindemith, der begeistert an Schenker schrieb: „Sie sagen zum ersten Mal richtig, was ein guter Musiker hört, fühlt und versteht.“ Schenker hatte keine Schule, sein engster auch musikalischer Freund war Moriz Violin.
Schenker bekannte sich Zeit seines Lebens zum Judentum. Er war ein vehementer Feind der Demokratisierung nach 1918. Er glaubte an die Überlegenheit der deutschen Kultur. In einem Brief an seinen Schüler Felix-Eberhard von Cube begrüßte er am 14. Mai 1933 den politischen Aufstieg Hitlers als Zeichen einer kulturellen Umkehr. Die Verfolgung durch die Nazis erlebte er nicht mehr, da er im Januar 1935 in Wien starb. Seine Frau Jeanette (31. August 1874 – 8. Januar 1945) wurde ins Ghetto Theresienstadt deportiert und dort ermordet. Unter den Nazis waren Schenkers Werke und Ausgaben verfemt. Dies trug dazu bei, dass seine Theorie auch in den Jahrzehnten nach 1945 in Deutschland kaum rezipiert wurde. Viele seiner Schüler emigrierten in die USA und etablierten in der anglo-amerikanischen Musiktheorie dessen Idee tonaler Musik.
Schenker tendierte zu einer an Überheblichkeit grenzenden Selbststilisierung, wie die von ihm selbst in einer auf den 20. Mai 1934 datierten Ergänzung zu seinem Testament verfasste Grabinschrift zeigt: „Hier ruht, der die Seele der Musik vernommen, ihre Gesetze im Sinne der Großen verkündet wie Keiner vor ihm.“ Er war glühender Nationalist, auch seine Musiktheorie wird als rassistisch beschrieben (“I argue that Schenkerian theory is an institutionalized racialized structure”.)
Zeitlebens stand für Schenker das Meisterwerk in der Musik (so der Titel einer seiner Hauptschriften) im Zentrum. In zahlreichen Analysen von Werken großer Komponisten (Bach bis Brahms) legte er dar, wie individuelle Kompositionen organisch aus elementaren Grundstrukturen tonaler Musik (Urlinie und Ursatz) hervorgehen und sich umgekehrt auf solche zurückführen lassen. Bereits von Wagner sagt Schenker, dass er die Tonalität nicht mehr erweitere, sondern verliere.

## Ursatz
Die von Schenker begründete Reduktionsanalyse basiert auf der Annahme, dass tonale Musik in hierarchischen Schichten gebaut ist. Während der Vordergrund auch kleine Notenwerte umfasst, bildet der Mittel- und Hintergrund eine einfache, stabile Struktur. Die letztmögliche Reduktion tonaler Mehrstimmigkeit nennt Heinrich Schenker Ursatz.
Im Ursatz erscheinen Melodie und Harmonie in ihrer elementaren Form verbunden. Während die Oberstimme den Terzraum (3 - 2 - 1) fallend diminuiert (in kleinere Notenwerte auflöst), besetzt die Unterstimme den an sich dissonanten Durchgangston (2) konsonant (I - V - I), so dass die melodisch 2. als Quinte der V. erscheint. Diese Fortschreitung ist so elementar, dass sie z. B. auf Naturhörnern mit dem Material der ersten 10 Obertöne spielbar ist (Klarinblasen). Während im Bass die Obertöne 2 - 3 - 2 erklingen, spielt eine andere Stimme die Obertöne 10 - 9 - 8. Allerdings kann auch ein fallender Quintzug (5 - 4 - 3 - 2 - 1) oder ein fallender Oktavzug (8 - 7 - 6 - 5 - 4 - 3 - 2 - 1) die Oberstimme des Ursatzes bilden.
Jedes tonale Werk und jeder tonal geschlossene Werkabschnitt lässt sich auf einen hintergründigen Ursatz zurückführen, der zugleich die letztmögliche Reduktionstufe der Stimmführungsanalyse darstellt. Da der Ursatz im Hintergrund wirkt und sich über viele Takte erstrecken kann, gibt er keine Einzelheiten zum Rhythmus an.

## Motiv und Reduktionsanalyse
Die Reduktionsanalyse versucht, das vordergründige Notenbild auf einen tragenden Satz im Hintergrund zurückzuführen. Im Graphen, der dies zum Ausdruck bringt, fehlen rhythmische und motivische Bewegungen des Vordergrunds. Gleichwohl hat Schenker die Bedeutung des Motivs nicht bestritten und beispielsweise motivische Parallelismen zwischen verschiedenen Schichten der Stimmführungsanalyse herausgearbeitet. Damit fasste er den Begriff anders als die traditionelle Formenlehre, wie er auch die Bedeutung der Begriffe „Harmonielehre“ und „Kontrapunkt“ zu reformieren suchte.

## Urtext-Ausgaben
Die Nachdrucke musikalischer Werke der Klassiker erschienen Schenker zunehmend durch eine Theorie verwässert, die eher intellektuelle Spekulation ist als aus praktischer Hörerfahrung resultiert. Bereits 1902 kritisierte er, dass die Notendrucke gravierende Fehler enthalten, und regte daraufhin Urtext-Ausgaben an (Klassiker-Ausgaben der Universal Edition).
Schenker publizierte seine Theorien in Zeitschriften, Aufsätzen und Büchern.

## Werke

### Schriften
Hauptwerk:
- Neue musikalische Theorien und Phantasien:
  - Band 1: Harmonielehre. J. G. Cotta, Stuttgart/Berlin 1906 (archive.org). Ins Englische übersetzt von Elisabeth Mann Borgese, herausgegeben von Oswald Jonas, University of Chicago Press, Chicago 1954.
  - Band 2: Kontrapunkt:
    - 1. Halbband: Cantus firmus und zweistimmiger Satz. J. G. Cotta, Stuttgart/Berlin 1910 (archive.org).
    - 2. Halbband: Drei- und mehrstimmiger Satz. Übergänge zum freien Satz. Universal Edition, Wien 1922 (archive.org).

  - Band 3: Der freie Satz. 1935. Bearbeitet und herausgegeben von Oswald Jonas, Universal Edition, Wien 2. Auflage 1956.

Periodika:
- Der Tonwille. Flugblätter zum Zeugnis unwandelbarer Gesetze der Tonkunst einer neuen Jugend dargebracht, 10 Bände. Wien/Leipzig 1921–1924.
- Das Meisterwerk in der Musik. Drei Jahrbücher. Drei Masken Verlag, München 1925, 1926 und 1930.

Kleinere Schriften:
- Ein Beitrag zur Ornamentik als Einführung zu Ph. Em. Bachs Klavierwerken, mitumfassend auch die Ornamentik Haydns, Mozarts, Beethovens etc. Universal Edition, Wien 1903. 2. Auflage 1908 (archive.org).
- Instrumentations-Tabelle. Wien 1908 (unter dem Pseudonym Arthur Niloff).
- Beethovens neunte Sinfonie. Eine Darstellung des musikalischen Inhaltes unter fortlaufender Berücksichtigung auch des Vortrages und der Literatur. Universal Edition, Wien 1912 (archive.org).
- Fünf Urlinie-Tafeln. Wien 1932.

Editionen und Bearbeitungen:
- Klavierwerke von Philipp Emanuel Bach. Neue kritische Ausgabe. 2 Bde. Wien 1902-1903.
- G. F. Händel: Sechs Orgelkonzerte. Nach den Originalen für Klavier zu 4 Händen bearbeitet. Wien 1904.
- Johann Sebastian Bach: Chromatische Fantasie und Fuge (d-moll). Kritische Ausgabe mit Anhang. Wien 1910.
- Die letzten fünf Sonaten von Beethoven. Kritische Ausgabe mit Einführung und Erläuterung. Op. 109, Wien 1913; op. 110, Wien 1914; op. 111, Wien 1915; op. 101, Wien 1921.
- L. van Beethoven: Sonate Op. 27, Nr. 2. Mit drei Skizzenblättern des Meisters. Hrsg. in Faksimile-Reproduktion, Wien 1921.
- L. van Beethoven: Sämtliche Klaviersonaten. Nach den Autographen rekonstruiert. Wien 1921-1923. Revidierte Auflage von Erwin Ratz, Wien 1947.
- Johannes Brahms: Oktaven, Quinten u. a., aus dem Nachlaß hrsg. und erläutert. Universal Edition, Wien 1933.

### Kompositionen
- Sechs Lieder (op. 3; 1898) für Singstimme und Klavier. Texte: Detlev von Liliencron, Ludwig Jacobowski, Wilhelm Müller
 1. Versteckte Jasminen (Liliencron) – 2. Wiegenlied (Liliencron) – 3. Vogel im Busch (Liliencron) – 4. Ausklang (Jacobowski) – 5. Allein (Jacobowski) – 6. Einkleidung (Müller)
- Drei Gesänge (op. 6) für Singstimme und Klavier. Texte: Richard Dehmel, Joseph von Eichendorff, Johann Wolfgang von Goethe
 1. Und noch im alten Elternhause (Dehmel) – 2. Gärtner (Eichendorff) – 3. Meeres Stille (Goethe)
- Mondnacht für 4-stimmigen gemischten Chor und Klavier. Text: Richard Dehmel

## Dokumente
Briefe von Heinrich Schenker befinden sich im Bestand des Leipziger Musikverlages C.F.Peters im Staatsarchiv Leipzig.